# Chey Chettha VII
Chey Chettha VII ou V (1709-1755), prince Ang Snguon, est le roi du Cambodge  de 1749 à 1755. 

## Biographie
Second fils du  roi  Thommo Reachea III, également nommé Chey Chettha VI à partir de 1736 (3e règne), il parvient au trône après la libération de son pays des Vietnamiens qui avaient totalement vassalisé son prédécesseur Satha II.
Pendant les sept années de son règne (1749-1755), il doit déjouer en permanence les complots des diverses factions de la famille royale notamment ceux liés à la guerre ouverte entre les descendants des rois Thommo Reachea III  et Ang Em.
Dans ce contexte il doit accepter d’accorder le titre d’héritier à Ang Hing, l’assassin de leur frère Thommo Reachea IV. 
Chey Chettha VII meurt de maladie à Oudong en 1755. Après  sa mort Ang Tong le fils du roi  Outey Ier reprend le pouvoir comme régent.

## Sources
- Achille Dauphin-Meunier Histoire du Cambodge P.U.F Que sais-je ? n°916 Paris 1968.
- Anthony Stokvis, Manuel d'histoire, de généalogie et de chronologie de tous les États du globe, depuis les temps les plus reculés jusqu'à nos jours, préf. H. F. Wijnman, Israël, 1966, Chapitre XIV §.9 « Kambodge » Listes et  tableau généalogique n°34  p.337-338.
- (en) & (de) Peter Truhart, Regents of Nations, K.G Saur Munich, 1984-1988  (ISBN 359810491X), Art. « Kampuchea », p. 1732.